# Geschichte Angolas
Die Geschichte Angolas umfasst die Entwicklungen auf dem Gebiet der Republik Angola von der Urgeschichte bis zur Gegenwart.

## Vorkoloniale Geschichte
Die ursprüngliche, allerdings außerordentlich spärliche Bevölkerung im Gebiet des heutigen Angola waren Vorfahren der heutigen Khoisan – Gruppen von Jägern und Sammlern, die gegenwärtig residual noch in Südangola sowie im Norden Namibias und Botswanas zu finden sind. Zwischen dem 7. Jahrhundert und 9. Jahrhundert ließen sich Bantu-Volksgruppen in diesem Gebiet nieder und absorbierten oder verdrängten die Ureinwohner. Sie waren vor allem Ackerbauern und betrieben Jagd sowie gelegentlich Fischfang als Ergänzung.
Im 14. Jahrhundert wurde im Nordwesten des heutigen Angola, im Siedlungsgebiet der Bakongo, das Königreich Kongo mit seiner Hauptstadt Mbanza Kongo gegründet. Im 15. Jahrhundert entstand südöstlich davon unter den Ambundu das Königreich Ndongo. Der Nordosten, besiedelt von Tu-Chokwe und Balunda, gehörte gleichzeitig dem Königreich Lunda an, dessen Zentrum sich im Süden der heutigen Demokratischen Republik Kongo befand. Auf dem Zentralhochland Angolas bildeten sich im 18./19. Jahrhundert unter den Ovimbundu mehrere kleinere politische Einheiten heraus. Im äußersten Süden entstand vor allem das Volk der Ovambo, die zu beiden Seiten des Kuneneflusses ansässig sind, und zwar in ihrer Mehrheit im heutigen Namibia; auch hier konstituierten sich politische Einheiten. Wichtig ist festzuhalten, dass es ein „Land“ oder „Reich“ Angola damals noch nicht gab, nicht einmal in der Vorstellung der Einwohner des heutigen Staatsgebiets von Angola.

## Portugiesische Präsenz im Kongo und an der Küste

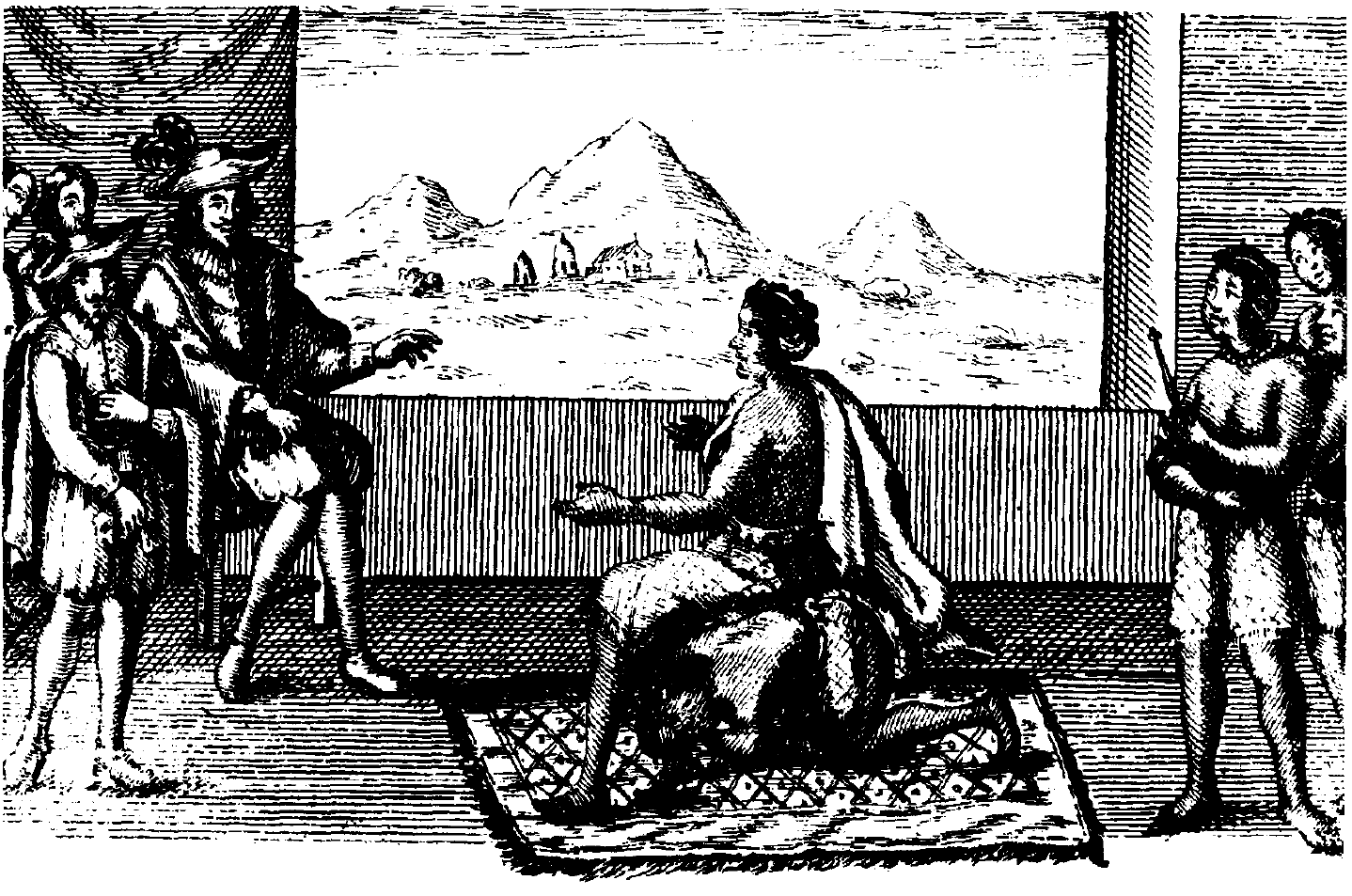
Königin Nzinga bei Friedensverhandlungen mit portugiesischen Gesandten 1657

Im Jahre 1483 landete der portugiesische Seefahrer Diogo Cão als erster Europäer in der Region. Dies hatte zwei unterschiedliche Folgen:
Auf der einen Seite nahmen die Portugiesen ganz offiziell, „von Staat zu Staat“, Beziehungen zum Königreich Kongo auf. Portugiesische, aber auch italienische und spanische Geistliche hielten sich permanent im Namen des portugiesischen Königs am Hofe dieses Reichs, dem damaligen und heutigen M'Banza Kongo auf. Sie bemühten sich mit einigem Erfolg um die Vermittlung europäischen Wissens, europäischer Kultur und des katholischen Christentums.
Auf der anderen Seite kam es im Verlauf eines Jahrhunderts zur Errichtung von portugiesischen Handelsstationen, und zwar zunächst an der Mündung des Kongo, besonders in Soyo und dessen Seehafen Mpinda. Dort standen sie allerdings unter der Herrschaft des Kongoreichs und besaßen daher einen begrenzten Spielraum. In weiteren Schritten ließen sie sich daher an der Atlantikküste weiter südlich nieder, außerhalb des Machtbereichs des Kongoreichs.
1576 wurde die heutige Hauptstadt Luanda als befestigte Siedlung gegründet, und zwar in einer als Seehafen gut geeigneten Bucht in der Nähe der Mündung des Kwanzaflusses, auf dem Gebiet der Axiluanda, einer Untergruppe der Ambundu, die nur entfernte Beziehungen zum Kongoreich und den flussaufwärts gelegenen Ambundu-Reichen Matamba und Ndongo unterhielt. Luanda, bevölkert von mehreren Hundert Portugiesen, war nicht auf Eroberung und Beherrschung aus, sondern auf Sklavenhandel. Man erwarb Sklaven aus dem entfernteren Hinterland über afrikanische Mittelsmänner und verkaufte sie nach Brasilien und in die Karibik, zu einem geringen Teil auch nach Portugal. Zur Selbstversorgung betrieb Luanda in seiner unmittelbaren Umgebung Ackerbau, Viehzucht und Fischerei, in der Stadt selbst Handwerke aller Art. Es pflegte Beziehungen nicht nur zum Kongoreich, sondern auch zu Matamba und Ndongo, wobei es gelegentlich zu wirtschaftlichen Interessenkonflikten kam und die Königin Nzinga von Ndongo und Matamba zu einer Symbolfigur für die Durchsetzungsfähigkeit von afrikanischen Interessen wurde.
Im 17. Jahrhundert wurde nach ähnlichem Muster – z. T. von Portugiesen, die aus Brasilien kamen – weiter südlich die Handelssiedlung Benguela gegründet, auf einem Küstenstreifen, der an das Gebiet der Ovimbundu grenzte. Auch Benguela betrieb Sklavenhandel, und zwar mit Hilfe der Ovimbundu, die Karawanen zwischen Benguela und dem heutigen Ostangola organisierten und von dort nicht nur Sklaven, sondern auch Elfenbein, Wachs, Honig und andere Güter mitbrachten.

## Inbesitznahme und Abgrenzung des Hinterlands
Erst im 19. Jahrhundert unternahmen die Portugiesen Versuche, sich von Luanda und Benguela aus weiter landeinwärts festzusetzen. Diese Versuche waren zunächst halbherzig, führten nur zu einer eher punktuellen Ausdehnung des Machtbereichs und wurden zeitweilig unterbrochen. Sie wurden in der zweiten Jahrhunderthälfte wieder aufgenommen, als der europäische Wettlauf um Afrika eingesetzt hatte und auch Portugal alles daran setzte, sich in Afrika möglichst große Gebiete als Kolonien zu sichern. Es gelang, durch eine Reihe von Feldzügen verschiedene Völker bzw. „Königreiche“ auf dem Territorium des heutigen Angola zu unterwerfen und ein noch loses Netz von Handels-, Militär- und Verwaltungsposten sowie Missionen zu errichten. Dieses deckte aber bis Anfang des 20. Jahrhunderts bei weitem nicht das gesamte gegenwärtige Territorium ab.
Nachdem bereits 1885 Portugals Ansprüche auf das benachbarte Belgisch-Kongo am Einspruch Deutschlands gescheitert waren, musste Lissabon 1890 auch britischem Druck nachgeben und auf die Verbindung Angolas und Mosambiks zu einem geschlossenen südafrikanischen Kolonialreich Portugals (Mapa cor de rosa) verzichten. Stattdessen nahm in den portugiesischen Kolonien der Einfluss britischen Kapitals beträchtlich zu.

## Angola-Vertrag

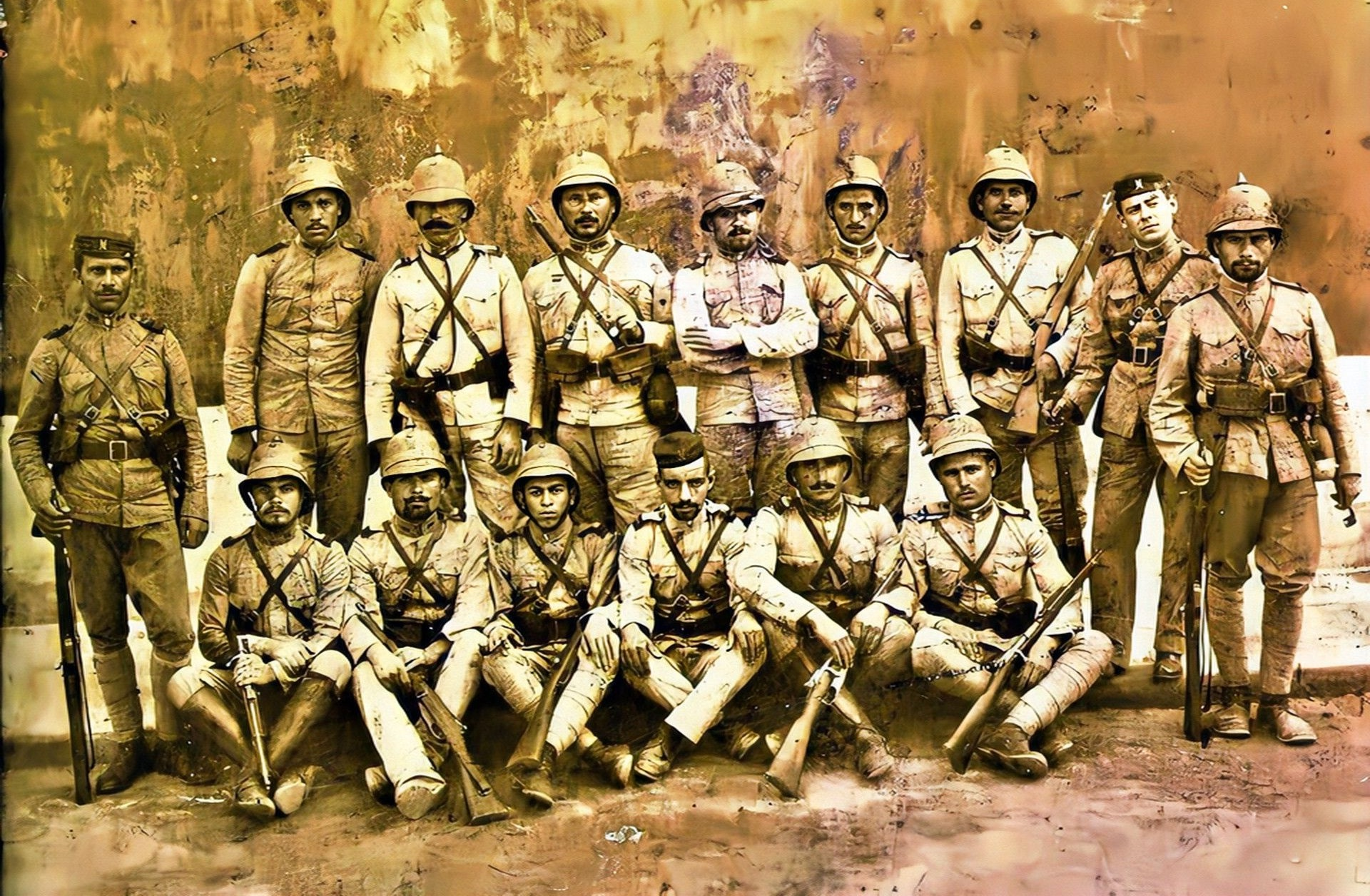
Portugiesische Soldaten während des Ersten Weltkrieges in Angola (1914)

Verhandlungen über ein britisch-deutsches Bündnis führten 1898 zum sogenannten „Angola-Vertrag“: Für den Fall, dass Portugal (1891 Staatsbankrott) zur Begleichung seiner Schulden weitere Kredite aufnehmen sollte, vereinbarten Deutschland und Großbritannien eine gemeinsame Anleihe, für welche die portugiesischen Kolonien als Pfand vorgesehen waren. Im Falle der erwarteten Zahlungsunfähigkeit Portugals sollte dann Zentralangola (Innerangola) an Großbritannien, hingegen Nord-, Süd- und Westangola an Deutschland fallen (ebenso Nord-Mosambik und Portugiesisch-Timor an Deutschland, Süd-Mosambik an Großbritannien). Deutschland verzichtete dafür auf die Unterstützung der Buren in deren Kampf gegen Großbritannien.
Das Abkommen wurde am 30. August 1898 geschlossen, aber niemals umgesetzt und schon 1899 durch die Verlängerung der britischen „Schutzgarantie“ (Windsorvertrag) für Portugal und all seine Besitzungen unterlaufen.
Angesichts des Konflikts mit den deutschen Kolonialrivalen bemühte sich die portugiesische Kolonialmacht um die Sicherung der Grenzgebiete zu Deutsch-Südwestafrika. Dem portugiesischen Vordringen nach Süden setzten erst die Humbe, dann die zum Volk der Ovambo zählenden Cuamato (Kwamato) Widerstand entgegen. Die Cuamato konnten den Portugiesen zwar in der Schlacht an der Pembe-Furt (1904) eine Niederlage beibringen, wurden aber durch mehrere portugiesische Strafexpeditionen in den folgenden Jahren dennoch unterworfen.
Bei einem Besuch des britischen Königs in Berlin wurde 1913 ein neuer Vertrag über die Aufteilung der portugiesischen Kolonien zwischen Großbritannien und dem Deutschen Reich unterzeichnet. Nun sollte Deutschland ganz Angola erhalten. Darüber hinaus bot Deutschland im Austausch für Belgisch-Kongo (und eben Angola) den Briten zwei Drittel seiner Kolonie Deutsch-Südwestafrika (heute Namibia) an. Seit Februar 1914 liefen deutscherseits mit der Gründung des Übersee Studiensyndikats die Vorbereitungen für die wirtschaftliche Übernahme Angolas. Am 27. Juli 1914 gab Reichskanzler Theobald von Bethmann Hollweg der englischen Regierung sein Einverständnis für die Veröffentlichung des bis dahin geheim gehaltenen Vertrages über die Teilung der portugiesischen Kolonien zwischen Großbritannien und Deutschland. Der Ausbruch des Ersten Weltkrieges im August 1914 machte seine Umsetzung unmöglich.
Obwohl Portugal erst 1916 in den Ersten Weltkrieg eintrat, kam es schon 1914 zu Kampfhandlungen zwischen Angola und Deutsch-Südwestafrika. Ausgelöst durch den Tod eines deutschen Beamten, gipfelte die Auseinandersetzung im Kampf um das portugiesische Fort Naulila, das von deutschen Soldaten zerstört wurde.

## Autonomie und Unabhängigkeitskampf

Wappen Angolas ab 1935

Angolas rechtlicher Status änderte sich 1951 durch die Umwandlung in eine portugiesische Überseeprovinz. Angolaner afrikanischer Abstammung hatten nun die Möglichkeit, bei Erfüllung gewisser Kriterien, rechtlich als „Assimilado“ anerkannt zu werden. Dieser Status gewährte eine weitgehende (von 1962 an vollständige) Gleichberechtigung mit den portugiesischen Staatsbürgern; „Mischlingen“ wurde dieser Status in fast allen Fällen zuerkannt; schon 1950 waren infolgedessen die Weißen unter den „Assimilado“ in der Minderheit. Diese Politik, die der Assimilierung und Integration dienen sollte, förderte zugleich das Entstehen und die Erstarkung anti-kolonialer Kräfte. In den 1950er Jahren bildeten sich an verschiedenen Orten, auch außerhalb Angolas, im Untergrund eine Vielzahl von Gruppen, die sich – nach dem Beispiel anderer afrikanischer Länder – eine Befreiung Angolas von der Kolonialherrschaft zum Ziel setzten. Nach einer spontanen Erhebung örtlicher Art im Jahre 1959 kam es ab 1960/61 zu einem Unabhängigkeitskrieg, der bis 1974 andauerte. Er wurde getragen von drei nationalistisch geprägten Bewegungen – FNLA, MPLA und UNITA –, die sich also für die Unabhängigkeit Angolas als Ganzem einsetzten, sowie der FLEC, die für eine getrennte Unabhängigkeit Angolas und Cabindas kämpfte. Die lokalen Aufstände wurden jedoch vom portugiesischen Militär, das in wachsendem Maße aus afrikanischem Personal bestand, schon gegen 1964 niedergeworfen; die anschließenden Guerillaaktivitäten der o. e. Bewegungen waren nur begrenzt erfolgreich und kamen 1973 praktisch zum Stillstand. Als Folge der „Nelkenrevolution“, die am 25. April 1974 das Salazar-Regime beendete und die unverzügliche Entkolonialisierung der Überseegebiete einleitet, begann in Angola ein bewaffneter Machtkampf zwischen den drei nationalistischen Bewegungen und ihren jeweiligen Verbündeten. Trotz intensiver Vermittlungsversuche seitens der neuen portugiesischen Regierung kam es nicht zu einer Einigung. Am 11. November 1975 rief das MPLA in Luanda die Unabhängigkeit des Landes aus, gleichzeitig taten dies FNLA und UNITA zusammen in Huambo. Es wurden zwei rivalisierende Regierungen gebildet, von denen sich jedoch die von FNLA & UNITA nur wenige Wochen hielt. Der Entkolonisierungskonflikt ging so bruchlos in den Bürgerkrieg in Angola über.
Das von der Organisation für Afrikanische Einheit (heute Afrikanische Union) 1974 unter der Bezeichnung Portugiesisch Kongo als unabhängig anerkannte Cabinda wurde von den drei nationalistischen Bewegungen unter Berufung auf die zur Kolonialzeit geschaffene Situation als integraler Bestandteil Angolas betrachtet und – wie zur Kolonialzeit – als Exklave zum Staatsgebiet gezählt. Die FLEC wurde nach 1975 von der MPLA-Regierung in den Untergrund gedrängt, existiert aber bis heute als Sprecher der Unabhängigkeitsbestrebungen der Bevölkerung und macht gelegentlich durch begrenzte militärische Aktionen auf sich aufmerksam.

## Die Errichtung einer Volksrepublik
Die erste Regierung wurde aus Mitgliedern des MPLA gebildet. Das Movimento rief am 11. November 1975 in Luanda eine Volksrepublik Angola nach osteuropäischem Muster aus und erklärte sich selbst zur einzig legalen Partei. Erster Staatschef wurde der MPLA-Führer Agostinho Neto. Parallel dazu riefen FNLA und UNITA gemeinsam in Huambo eine Republik Angola aus und bildeten eine Gegenregierung. Unmittelbar danach brach ein Bürgerkrieg zwischen MPLA, UNITA und FNLA aus, in den auch ausländische Mächte, im Wesentlichen Südafrika und Kuba, eingriffen.
Ein gemeinsamer Versuch von UNITA und FNLA mit Unterstützung Südafrikas, Luanda einzunehmen, wurde mit kubanischer Hilfe in der Schlacht bei Kifangondo Ende 1975 abgewehrt. Die FNLA erholte sich von dieser Niederlage nicht mehr, zog sich nach Zaire zurück und versank fortan faktisch in der Bedeutungslosigkeit.

## Bürgerkrieg
Das seit 1977 als marxistisch firmierende MPLA wurde von Kuba, der Sowjetunion und anderen sozialistischen Staaten unterstützt. Auf dem Höhepunkt des Konfliktes standen an die 50.000 kubanische Soldaten im Land (siehe kubanischer Militäreinsatz in Angola). Die UNITA erhielt von den USA Finanzmittel und Waffen und wurde von Südafrika, wo noch das Apartheidregime herrschte, durch Luft- und Bodentruppen, Waffenlieferungen und Ausbildungsprogramme unterstützt.
Die von Zaire unterstützte, fast nur von Bakongo getragene FNLA, verbündete sich zunächst mit der UNITA, stieg aber nach schweren Verlusten aus den Kämpfen aus. Südafrika unterstützte daraufhin verstärkt die UNITA. Im Jahre 1983 drangen etwa 5000 südafrikanische Soldaten bis zu 250 km tief in den Süden Angolas ein, um Stützpunkte der Rebellenbewegung SWAPO aus Südwestafrika (heute Namibia) zu zerstören. Dabei wurden nach südafrikanischen Angaben bis Mitte August 1983 418 SWAPO-Kämpfer und 29 südafrikanische Soldaten getötet. Südafrika erlitt in Schlachten und Gefechten mit kubanischen Verbänden empfindliche Niederlagen. Dies weckte Südafrikas Bereitschaft zu Verhandlungen und zum Rückzug aus Angola. Auf dieses erfolglose militärische Engagement in Angola ist schließlich auch die Schwächung der Position Südafrikas in Namibia, das 1990 in die staatliche Unabhängigkeit entlassen wurde, sowie die Abschaffung des Apartheid-Regimes selbst zurückzuführen.

## Übergang zur Mehrparteiendemokratie
Im Jahr 1991 einigten sich die beiden Bürgerkriegsparteien MPLA und UNITA darauf, ein Mehrparteiensystem umzusetzen. Das MPLA gab die Doktrin des Marxismus-Leninismus auf. Nachdem 1992 bei den ersten – durch die UN überwachten – demokratischen Wahlen das MPLA zur beherrschenden Fraktion im Parlament geworden war und bei der gleichzeitigen Präsidentschaftswahl in Angola 1992 der damals amtierende Präsident José Eduardo dos Santos (MPLA) die relative, allerdings nicht die im ersten Wahlgang erforderliche absolute Mehrheit erreicht hatte, brach auf Initiative der UNITA mit dem Argument des Wahlbetrugs abermals Krieg aus. Der zweite Wahlgang, bei dem José Eduardo dos Santos gegen den UNITA-Führer Jonas Savimbi hätte antreten müssen, fand infolgedessen nicht statt.

## Friedensvertrag
Das am 20. November 1994 unterzeichnete Lusaka-Protokoll, ein Friedensvertrag zwischen der Regierung und der UNITA, ermöglichte die Integration der bisherigen „Rebellen“. Eine nationale Einheitsregierung unter Beteiligung der UNITA wurde 1997 ins Leben gerufen, doch begannen die blutigen Kämpfe Ende 1998 erneut und führten unter anderem zur Vertreibung hunderttausender Menschen, die in die Städte, in schwer zugängliche Bergregionen oder ins benachbarte Ausland flohen. Von der UNITA – die weiterhin an der Regierung teilnahm – spaltete sich ein Teil ab, der die vom UNITA-Führer Jonas Savimbi angeordnete Wiederaufnahme der Kämpfe ablehnte.
Präsident José Eduardo dos Santos setzte auf Grund des Konfliktes das Funktionieren von Teilen der demokratischen Instanzen außer Kraft. Am 22. Februar 2002 wurde Jonas Savimbi auf der Flucht vor Regierungstruppen erschossen: daraufhin wurde ein Waffenstillstand zwischen den beiden rivalisierenden Parteien geschlossen. Die UNITA gab ihren bewaffneten Kampf auf und nahm die Rolle der führenden Oppositionspartei an.
Der Widerstand der international zunehmend isolierten UNITA aber war schon vorher erlahmt. Angolanische Regierungstruppen waren bereits ab 1998 stark genug, in Zaire (Demokratische Republik Kongo), Kongo (von Cabinda aus) und Nordnamibia zu intervenieren und hatten der UNITA so die letzten Versorgungswege (Diamantenschmuggel) abgeschnitten.

## Angola heute
Seit dem Ende des Bürgerkriegs hat sich die politische Lage in Angola in der Weise verfestigt, dass formell eine normale Mehrparteiendemokratie funktioniert, in Wirklichkeit jedoch ein autoritäres Regime herrscht, in dem die reale Macht bei Präsident José Eduardo dos Santos liegt. Er übt diese Macht mithilfe eines Netzes von ihm abhängiger Personen aus, benutzt die MPLA als Instrument und bestimmt das Handeln der Regierung. Bei Parlamentswahlen erreichte die MPLA rund 80 % der Stimmen, was vor allem die geringe Glaubwürdigkeit der anderen Parteien (vor allem UNITA und FNLA) widerspiegelt. 2010 wurde eine neue Verfassung beschlossen, nach der der Vorsitzende der stärksten Partei automatisch Staatspräsident und Regierungschef wird; damit wurde die Amtsausübung durch José Eduardo dos Santos nach 18 Jahren auf eine gesetzliche Grundlage gestellt. Die Verfassung hebt durch eine Reihe von Mechanismen zugleich die Gewaltenteilung auf und sanktioniert damit den bestehenden Zustand in Form eines autoritären Präsidialsystems.
Dank seiner hohen Einkünfte aus der Erdölförderung hat gleichzeitig mit dieser politischen Entwicklung nicht nur der Wiederaufbau der zerstörten Städte, Dörfer und Infrastrukturen stattgefunden, sondern eine bemerkenswerte wirtschaftliche Entwicklung. Diese geht allerdings einher mit einem außerordentlich hohen Maß an Korruption und an sozialer Ungleichheit. Außenpolitisch steht Angola auf zwei Beinen: die Erdölförderung erfolgt zum überwiegenden Teil mithilfe US-amerikanischer Unternehmen, während sich gleichzeitig eine enge wirtschaftliche Zusammenarbeit mit China entwickelt hat, das in Angola mit einer ganzen Reihe von Unternehmen und geschätzten 300.000 Chinesen anwesend ist.
Guerillagruppen, die seit den 1970er Jahren für die Unabhängigkeit der Exklave Cabinda kämpfen, sind zwar nicht endgültig geschlagen, stellen jedoch kein ernsthaftes Problem für die Stabilisierung des Landes dar.